# Оккенхайм
Оккенхайм (нем. Ockenheim) — община в Германии, в земле Рейнланд-Пфальц. 
Входит в состав района Майнц-Бинген. Подчиняется управлению Гау-Альгесхайм.  Население составляет 2482 человека (на 31 декабря 2010 года). Занимает площадь 6,03 км².